# Estadio Simeón Magaña
Estadio Arturo Simeón Magaña – stadion piłkarski w salwadorskim mieście Ahuachapán, w departamencie Ahuachapán. Obiekt może pomieścić 5000 widzów, a swoje mecze rozgrywa na nim drużyna Once Municipal. 
Budowa stadionu rozpoczęła się w październiku 1972, kiedy to klub piłkarski Once Municipal, rozgrywający wówczas swoje spotkania na obiekcie El Zapotón, nabył ziemię pod nową arenę od miejskiego lekarza Arturo Simeóna Magañi. Otwarcie stadionu nastąpiło 30 marca 1974.